# Ben Avon (Allegheny County)
Ben Avon ist ein Borough im Allegheny County im US-amerikanischen Bundesstaat Pennsylvania und liegt am Ohio River. Das U.S. Census Bureau hat bei der Volkszählung 2020 eine Einwohnerzahl von 1.918 ermittelt. Der Ort gehört zur Pittsburgh Metropolitan Area.
Der Name Ben Avon stammt aus dem Schottischen und bedeutet „Berg der Wasser“.

## Geographie
Ben Avon befindet sich bei 40° 30′ N, 80° 5′ W (40,507418, −80,082162) und liegt am nördlichen Ufer des Ohio River, in einer Höhe von 258 m. Westlich grenzt Ben Avon an Emsworth, östlich an Avalon. Auf dem Höhenzug oberhalb von Ben Avon im Norden liegt Ben Avon Heights. Die Pennsylvania State Route 65 führt als 65th Infantry Division Memomrial Highway in Ufernähe durch Ben Avon und verbindet den Ort mit dem etwa zehn Kilometer entfernten Pittsburgh.
Nach den Angaben des United States Census Bureau hat Ben Avon eine Gesamtfläche von 1,2 km², davon entfallen 1,0 km² auf Land und 0,2 km² (=14,89 %) auf Gewässer.

## Geschichte
Ben Avon wurde im Januar 1891 als Borough aus der Kilbuck Township heraus inkorporiert.
Wie viele der frühen Vororte von Pittsburgh war es ursprünglich mit der Stadt durch eine Bahnlinie verbunden, der Pittsburgh and Fort Wayne Railroad. Der Bahnhof entstand, wo 1870 ein Kaufmann aus Allegheny ein Sommerhaus errichtete, das heute als Arthur-Johnson House bekannte Gebäude. Die Bahnstrecke wurde 1950 stillgelegt.

## Demographie
Zum Zeitpunkt des United States Census 2000 bewohnten Ben Avon 1917 Personen. Die Bevölkerungsdichte betrug 1850,4 Personen pro km². Es gab 825 Wohneinheiten, durchschnittlich 796,3 pro km². Die Bevölkerung Ben Avons bestand zu 95,93 % aus Weißen, 2,45 % Schwarzen oder African American, 0,37 % Native American, 0,26 % Asian, 0 % Pacific Islander, 0,05 % gaben an, anderen Rassen anzugehören und 0,94 % nannten zwei oder mehr Rassen. 0,47 % der Bevölkerung erklärten, Hispanos oder Latinos jeglicher Rasse zu sein.
Die Bewohner Ben Avons verteilten sich auf 784 Haushalte, von denen in 32,0 % Kinder unter 18 Jahren lebten. 51,9 % der Haushalte stellten Verheiratete, 11,6 % hatten einen weiblichen Haushaltsvorstand ohne Ehemann und 34,6 % bildeten keine Familien. 28,6 % der Haushalte bestanden aus Einzelpersonen und in 8,4 % aller Haushalte lebte jemand im Alter von 65 Jahren oder mehr alleine. Die durchschnittliche Haushaltsgröße betrug 2,43 und die durchschnittliche Familiengröße 3,05 Personen.
Die Bevölkerung verteilte sich auf 25,3 % Minderjährige, 5,2 % 18–24-Jährige, 33,9 % 25–44-Jährige, 23,7 % 45–64-Jährige und 11,9 % im Alter von 65 Jahren oder mehr. Der Median des Alters betrug 37 Jahre. Auf jeweils 100 Frauen entfielen 87,2 Männer. Bei den über 18-Jährigen entfielen auf 100 Frauen 83,1 Männer.
Das mittlere Haushaltseinkommen in Ben Avon betrug 54.926 US-Dollar und das mittlere Familieneinkommen erreichte die Höhe von 66.875 US-Dollar. Das Durchschnittseinkommen der Männer betrug 44.107 US-Dollar, gegenüber 33.393 US-Dollar bei den Frauen. Das Pro-Kopf-Einkommen belief sich auf 26.408 US-Dollar. 4,5 % der Bevölkerung und 2,7 % der Familien hatten ein Einkommen unterhalb der Armutsgrenze, davon waren 4,6 % der Minderjährigen und 10,4 % der Altersgruppe 65 Jahre und mehr betroffen.